# FilmBox Premium HD
FilmBox Premium HD – kanał filmowy dystrybuowany na terenie Polski przez SPI International Polska. Rozpoczął nadawanie razem z kanałem FilmBox w dniu 29 marca 2007 roku, w ramach emisji testowej na satelicie Amos 4 st. W.

## Oferta

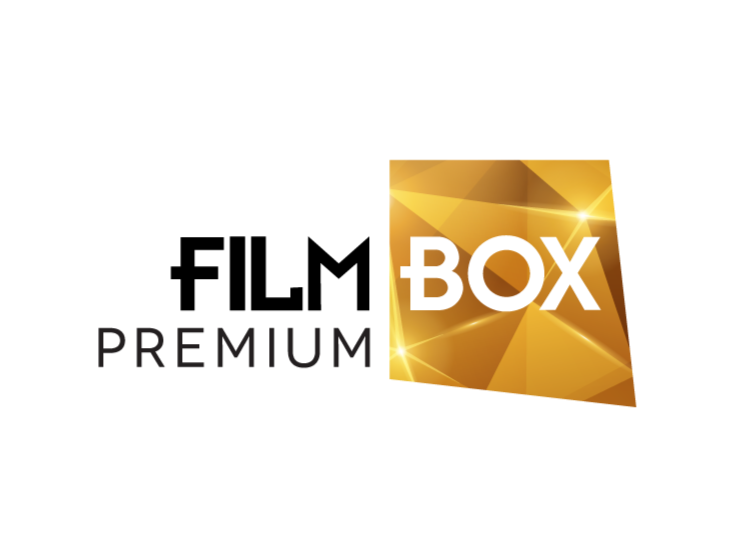
Logo od 29 września 2015 do 11 września 2017

Oferta kanału jest dostępna dla polskich widzów od 1 września 2007, kiedy to pojawił się w ofercie pierwszego operatora – sieci kablowej Multimedia Polska. Obecnie kanał dostępny jest w wielu sieciach kablowych i na platformach cyfrowych. Stacja emituje najnowsze filmy oraz hity kinowe z ostatnich lat. Kanał nadaje 24 godziny na dobę. Wszystkie filmy są nadawane w polskiej wersji językowej (z lektorem lub dubbingiem).

Pierwotnie kanał nosił nazwę Nonstop Kino, którą 1 marca 2008 roku wraz z ujednoliceniem filmowych marek nadawcy, zmieniono na FilmBox Extra. Pod koniec września 2015 nazwę stacji zmieniono na FilmBox Premium. Jednak z marki FilmBox Extra nie zrezygnowano. Otrzymał ją trzeci z filmowych kanałów pakietu, dotychczasowy FilmBox HD, następnie FilmBox Extra HD. 12 września 2017 r. nazwę stacji zmieniono na FilmBox Premium HD.

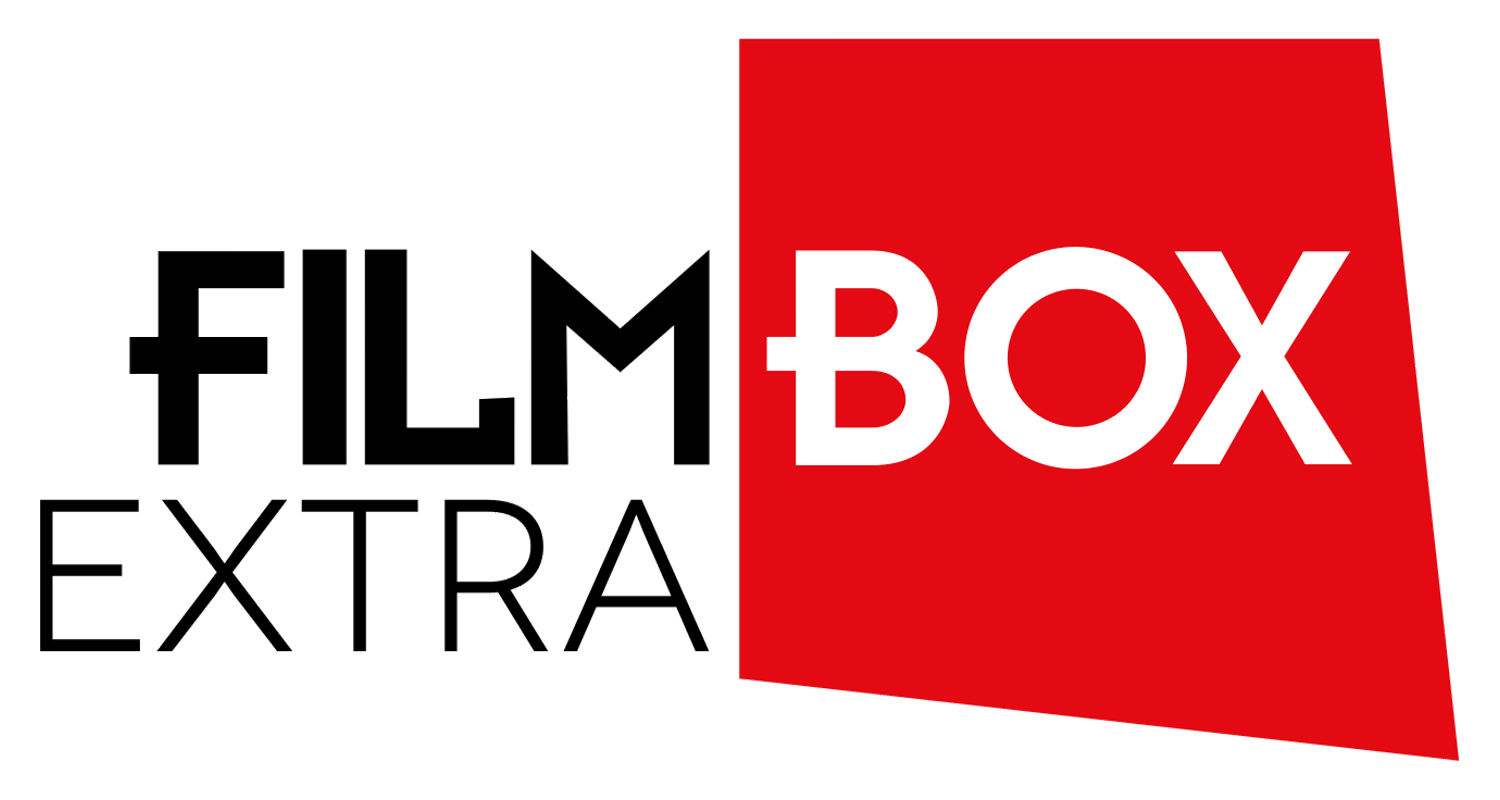
Logo do 28 września 2015